# Biobessa
Biobessa is een kevergeslacht uit de familie van de boktorren (Cerambycidae). De wetenschappelijke naam van het geslacht werd voor het eerst geldig gepubliceerd in 1898 door Gahan.

## Soorten
Biobessa omvat de volgende soorten:
- Biobessa albopunctata (Breuning, 1935)
- Biobessa beatrix Gahan, 1898
- Biobessa holzschuhi Teocchi, 1992